# Sant Antoni de Pàdua (Sant Joan de les Abadesses)
Sant Antoni de Pàdua és una ermita del municipi de Sant Joan de les Abadesses (Ripollès) declarada bé cultural d'interès nacional. Se situa al cim del puig de Sant Antoni, al sud-est del nucli urbà i a 1.014 m d'altitud.

## Història
S'hi construí en primer lloc una torre talaia, l'any 1470. Més endavant s'hi construí l'església tal com ho descriu Masdéu: "A mitja hora de la vila i en la part oriental del cim del Puig d'en Floris, en el lloc mateix on s'aixecà la fortalesa de l'Abat Isalguer en el segle xv, fou edificada en 1654 l'església de Sant Antoni de Pàdua, que fou destruïda dos cops, l'un en la guerra de Successió, i l'altra en la dels Set Anys, per a ésser reparada de nou".
L'Abat Isalguer, de qui ha estat feta menció, és Miquel Isalguer, diputat del Principat que el 25 de gener del 1461 fou designat per la Generalitat per reclamar, prop del rei Joan II, la llibertat del príncep Carles de Viana. S'atregué l'animadversió del rei i -segons Masdeu- es veié obligat a posar-se en defensa, "unint-se a tot Catalunya i aixecant els seus súbdits contra el rei. Edificà un castell en la serra Mont-Salvatge, reparà les muralles, i construí un nou mur" a Sant Joan de les Abadesses. "En 1467, donant a l'oblit les lluites dels remences, s'ajuntà amb Verntallat i Catllar per a lluitar contra França i en defensa del seu sobirà". De nou, fortificà les muralles de la vila, procedint a les reparacions del cas. La vila resistí contra els francesos el 1468. No pas així el 1484, i l'Abat Isalguer fou agafat i hagué d'ésser rescatat pels seus súbdits. Va morir el 28 de novembre del mateix any.
L'ermita de Sant Antoni de Pàdua va ser construïda el 1635 en un turó d'uns 1.035 m sobre Sant Joan, que des d'aleshores s'anomena muntanya de Sant Antoni. El 1712 es va fer un retaule nou. Fou cremada durant la Guerra dels Carlins i reedificada el 1852 i embellida amb nous altars el 1858. En la llinda de la porta duu la data de 1758. Sembla que el Sant havia tingut cambril i en les portes per pujar-hi hi ha la data 1862, que podria ser l'any que es fes el cambril. Durant la Guerra Civil, els interiors resultaren malmesos, però l'edifici quedà intacte i es fa l'altíssim campanar gràcies al mecenatge d'en Pere Coromines "en Pere de ca la Maria Fornera".

## Descripció
Després de múltiples destruccions i reconstruccions, Sant Antoni és una ermita espaiosa amb cor i un ampli espai al darrere l'altar major, corresponent a l'antic cambril del sant. Les parets exteriors, sense arrebossar, tenen carreus ben treballats a les cantonades i en la façana de ponent hi ha tres grossos contraforts. La porta és orientada al nord emmarcada per carreus grossos, ben escairats, i una llinda amb la data de 1758. Al damunt d'aquesta s'obre un nínxol amb la imatge d'un Sant Antoni petit anomenat el Tossut. A l'interior de l'ermita hi ha l'altar major amb el retaule neoclàssic, dos altars laterals, les reixes que separen el presbiteri dels fidels, la trona amb escales per a pujar-hi i darrere hi ha les escales que accedeixen al cor, tres graons de les quals són fets en lloses que tenen inscripcions i dibuixos. A més de Sant Antoni de Pàdua també s'hi venera una imatge de la Mare de Déu del Miracle, advocació que hi té una devoció molt antiga. Les parets interiors són altes, enguixades, blanques, menys les vores dels retaules que són pintades de color vermell. La claror entra per unes altíssimes finestres quadrades que queden damunt d'una cornisa de guix. L'única ornamentació és la cornisa i unes motllures de guix d'on arrenquen unes arcades.

## Festes populars
Cada any, el diumenge més proper al dia 13 de juny, se celebra a l'aplec popular a l'ermita de Sant Antoni. S'oficia una missa al matí amb el cant dels Goigs, seguida d'un dinar popular i una ballada de sardanes.